# Brashear (Missouri)
Brashear é uma cidade localizada no estado americano de Missouri, no Condado de Adair.

## Demografia
Segundo o censo americano de 2000, a sua população era de 280 habitantes. 
Em 2006, foi estimada uma população de 270, um decréscimo de 10 (-3.6%).

## Geografia
De acordo com o United States Census Bureau tem uma área de 
0,9 km², dos quais 0,9 km² cobertos por terra e 0,0 km² cobertos por água. Brashear localiza-se a aproximadamente 291 m acima do nível do mar.

## Localidades na vizinhança
O diagrama seguinte representa as localidades num raio de 20 km ao redor de Brashear. 